# Gullfoss
Gullfoss er et vandfald i Island. Floden Hvítá løber gennem vandfaldet.
Der løber ca. 100 kubikmeter vand igennem vandfaldet hvert sekund.[kilde mangler]
Der har tidligere været planer om at udnytte vandfaldet i et elektricitetsværk, men de planer er nu opgivet, og vandfaldet er blevet fredet.
64°19′34″N 20°07′16″V / 64.326111111111°N 20.121111111111°V